# Донат фон Фац
Донат фон Фац (на немски: Donat von Vaz; † между 23 април 1337 и 1338 в Курвалден v kanton Кур) е благородник от фамилията „фон Фац“ във Вац (Обервац) и собственик на замък Бург Белфорт в Граубюнден в Швейцария. Донат фон Фац е считан за освободител и народен герой на Граубюнден.
Той е син на Валтер V фон Фац († 4 ноември 1284) и съпругата му графиня Лиукарда фон Кирхберг († 24 май 1326), дъщеря на граф Еберхард III фон Кирхберг († пр. 1283) и Ута фон Нойфен, дъщеря на Алберт I фон Нойфен, господар на Нойберг († 1239) и Лютгард фон Еберщал. Сестра му Маргарета фон Фац († сл. 1343) е омъжена на 29 октомври 1295 г. за фогт Улрих II фон Мач († 1309).
Донат фон Фац следва право от 1295 до 1298 г. в университета в Болоня и след това става катедрален господар в Кур. През 1300 г., след смъртта на брат му Йоханес, той поема господството Вац. Политически той е привързан към Австрия и поддържа връзки с Цюрих. Той често е замесен в големи битки срещу епископа на Кур. Затова той е честван като демократ и освободител на Граубюнден. Неговото наследство отива на дъщерите му Кунигунда и Урсула, графини фон Тогенбург или фон Верденберг-Сарганс.

## Фамилия
Донат фон Фац се жени за Гуота фон Оксенщайн († сл. 1355), дъщеря на граф Ото III фон Оксенщайн († 1289/1290) и графиня Кунигунда фон Хабсбург († сл. 1290), сестра на крал Рудолф I, вдовица на граф Хайнрих I фон Кюсенберг-Щюлинген († сл. 1251), дъщеря на граф Алберт IV фон Хабсбург 'Мъдрия' († 1240) и графиня Хайлвиг фон Кибург († 1260). Те имат две дъщери: Donat von Vaz, /fmg.ac
- Кунигунда фон Фац († 6 февруари 1364), омъжена 1323 г. (разрешение от папата от 3 октомври 1336, 23 април 1337) за роднината и 4.град граф Фридрих V фон Тогенбург († 19 февруари 1364). Папа Бенедикт XII разрешава да се оженят.
- Урсула фон Фац († 4 април 1367), омъжена пр. 15 август 1337 г. за граф Рудолф IV фон Верденберг-Сарганс († 1362), син на граф Рудолф II фон Верденберг-Сарганс († 1322/1323)